# Aleš Kotalík
Aleš Kotalík, född 23 december 1978 i Jindřichův Hradec, Tjeckoslovakien, är en tjeckisk före detta professionell ishockeyforward.
Han har tidigare representerat Buffalo Sabres, Edmonton Oilers, New York Rangers, Calgary Flames och i NHL.
2009 skrev Kotalík på ett tre-års kontrakt med Rangers värt $ 9 miljoner.